# Парламентские выборы в Таджикистане (2025)
Парламентские выборы в Таджикистане (2025) — выборы в нижнюю палату (Маджлиси намояндагон) Парламента Республики Таджикистан, которые прошли 2 марта 2025 года. Это седьмые по счёту парламентские выборы Республики Таджикистан, на которых было избрано 63 депутата.
Выборы в очередной шестой раз выиграла правящая Народно-демократическая партия Таджикистана, возглавляемая бессменным с 1994 года президентом Эмомали Рахмоном. Правящая партия сохранив за собой статус, также получила дополнительно 2 мандата по сравнению с предыдущими парламентскими выборами, ещё более укрепившись в парламенте республики.
Помимо НДПТ мандаты получили Аграрная партия, Партия экономических реформ, Социалистическая партия и Демократическая партия. Коммунистическая партия не смогла пройти в парламент.

## Избирательная система
Общее количество 63 места в Маджлиси намояндагон распределяются двумя методами: 41 депутат избираются в одномандатных округах по мажоритарной системе, а остальные 22 депутата избираются по единому общерепубликанскому списку с избирательным порогом в 5%.
В верхней палате Маджлиси милли Высшего собрания избираются 33 депутата, 25 из которых избираются путём тайного голосования на совместных заседаниях советов ГБАО, её городов и районов, Согдийской и Хатлонской областей и их городов и районов, города Душанбе и его районов, городов и районов республиканского подчинения. Остальные 8 членов избираются действующим президентом Республики Таджикистан.
Депутаты обеих палат избираются на срок 5 лет.

## Результаты выборов
| Партия                                      | Выдвинула кандидатов | Избрано депутатов | Примечание      |
| ------------------------------------------- | -------------------- | ----------------- | --------------- |
| Народно-демократическая партия Таджикистана | 80                   | 49                | Правящая партия |
| Аграрная партия Таджикистана                | 31                   | 7                 |                 |
| Партия экономических реформ Таджикистана    | 13                   | 5                 |                 |
| Социалистическая партия Таджикистана        | 9                    | 1                 |                 |
| Демократическая партия Таджикистана         | 6                    | 1                 |                 |
| Коммунистическая партия Таджикистана        | 9                    | 0                 |                 |

## Предвыборная политическая ситуация
В выборах нижней палаты помимо правящей партии НДПТ  участвовали лояльные к НДПТ партии, оппозиционная Социал-демократическая партия после смерти своего лидера и ареста его заместителя не стала участвовать в выборах.
Миссия БДИПЧ ОБСЕ не принимала участия в наблюдениях за выборами.
По мнению наблюдателей и политологов, выборы являются фиктивным мероприятием для правящей власти и выдвинутые партии являются «карманными».
Опросы СМИ говорят о неосведомлённости избирателей о кандидатах.
Директор аналитической организации Central Asia Due Diligence считает ситуацию «Типичной для авторитарных режимов».